# Хлорогидридобис(триэтилфосфин)платина
Хлорогидридобис(триэтилфосфин)платина — металлоорганическое соединение
платины
с формулой Pt(Cl)H[P(C2H5)3]2,
белые кристаллы.

## Получение
- Восстановление дихлоробис(триэтилфосфин)платины гидразином:

{\displaystyle {\mathsf {Pt[P(C_{2}H_{5})_{3}]_{2}Cl_{2}\ {\xrightarrow {N_{2}H_{4}}}\ Pt(Cl)H[P(C_{2}H_{5})_{3}]_{2}}}}

## Физические свойства
Хлорогидридобис(триэтилфосфин)платина образует белые кристаллы.
Хорошо растворяется в большинстве органических растворителях.
Образует цис- и транс-изомеры.
Устойчиво на воздухе как в твёрдом состоянии, так и в растворе.